# Papegaaienpark N.O.P.
De N.O.P. was een stichting die zich bezighield met het opvangen en huisvesten van exotische vogels, papegaaien in het bijzonder. De afkorting stichting N.O.P. staat voor "Stichting Nederlandse Opvang voor Papegaaien".
In het park dat de stichting in Veldhoven oprichtte vond men vooral papegaaien, toekans en andere exotische vogels, maar ook enkele andere diersoorten, zoals paarden, ringstaartmaki's en geiten.

## Doelstellingen
De hoofddoelstelling van het N.O.P. was het opvangen van met name papegaaiachtigen, maar ook andere exotische vogels. Ook probeerde de N.O.P. mensen bewust te maken over de zorg die de aanschaf van een papegaai met zich meebrengt, zodat, hoopte de stichting, er minder mensen een papegaai zouden kopen en vervolgens weer wegdoen omdat ze niet goed hadden nagedacht over de zorg die het dier met zich meebrengt. Ook deed de N.O.P. mee aan bepaalde fokprogramma's, maar enkel en alleen bij vogels die hoog op de CITES of IUCN lijst staan, en beslist niet voor commerciële doeleinden. Verder bood het park opvang voor door de douane, AID (Algemene Inspectiedienst), e.d. in beslag genomen vogels. Bijvoorbeeld als er een smokkelaar in vogels onderschept werd op Schiphol konden die vogels worden ondergebracht op het park.

## Geschiedenis
De stichting N.O.P. was officieel opgericht op 16 februari 1987, door Tonnie van Meegen. Voor de oprichting was hij een papegaaienhandelaar. Er kwamen veel mensen die niet meer voor hun vogels konden zorgen naar hem toe, waardoor hij in een mum van tijd een hele zolderkamer vol papegaaien had. Hij stopte toen met zijn werk als papegaaienhandelaar en richtte met enkele vrienden en zijn gezin de stichting N.O.P. op. Omdat de zolder te klein werd verhuisde ze naar een zolder boven een oude meubelfabriek in Geldrop. Al snel werd ook deze zolder te klein, en na een brand in de meubelfabriek was de stichting verhuisd naar het huidige terrein, dat sinds 1992 gebruikt wordt door de stichting. Dit terrein beslaat vandaag de dag ongeveer 90.000 vierkante meter, en sinds de oprichting waren er steeds meer nieuwe volières bijgebouwd om aan het grote aanbod van de vogels te kunnen voldoen.

### Het park
In het park zaten duizenden papegaaien, van ± 200 verschillende soorten (dit waren dus alléén papegaaiachtigen, andere soorten zijn niet meegerekend) ondergebracht in meer dan 500 volières en kooien van alle soorten en maten. De grootste volière (Reuzenvlucht) had een oppervlakte van 2500m². In deze volière alleen al waren meer dan 600 papegaaien van 70 verschillende soorten gehuisvest, onder andere de zwarte-roodstaart kaketoe (calyptorhynchus magnificus). Ook waren er een aantal zogenaamde achtkanten, kleinere volières waarin vogels die nog niet goed konden vliegen werden ondergebracht, als ze dan weer goed kunnen vliegen werden ze in een van de grotere volières geplaatst.
Voor de vogels die nooit meer konden vliegen was er een verblijfplaats gebouwd: 'de Lorre-acker'. Hierin werden bijvoorbeeld papegaaien gehouden die geleewiekt waren door hun vroegere eigenaar. De Lorre-acker had alleen een stenen muurtje als omheining.
Verder was er nog een grote tropenhal, waar vogels als neushoornvogels en toekans verbleven. Hierin was ook een groot restaurant en een speeltuin gebouwd.

### Vrijwilligers, donateurs en sponsors
Het park werd gefinancierd door entreegelden, donaties aan het park en gesponsorde verblijven. Het park was volledig opgezet door vrijwilligers en de dieren in het park werden door vrijwilligers verzorgd. Ook stagelopers van verschillende scholen konden bij het N.O.P. terecht. Gestraften van Bureau Halt en veroordeelden van taakstraffen, konden ook bij het park worden geplaatst.

### Stichting Vriendenkring van de N.O.P.
In 2005 was de stichting Vriendenkring van de N.O.P. opgericht. Deze stichting had als doel de financiële ondersteuning bij grotere projecten op het park. Ze organiseerden ook acties voor sponsoren.

### Onderzoek Radar
Het tv-programma 'Radar' had in de uitzending van 12 januari 2009 de werkwijze van NOP in twijfel getrokken. Uit het onderzoek van Radar bleek dat veel dieren werden verwaarloosd en de opvang minimaal was. Niettemin concludeerde de Algemene Inspectiedienst uit een eerder onderzoek nog dat het papegaaienpark voldeed aan alle eisen die gelden voor dierenopvang. Naar aanleiding van de uitzending van Radar volgden er Kamervragen, waarna minister Verburg een onderzoek instelde naar het papegaaienpark. Op 7 april 2009 werden de resultaten van dit onderzoek naar buiten gebracht. De conclusie was dat inderdaad zestig procent van de binnengekomen papegaaien in de eerste drie jaar sterft, maar dat dit verklaarbaar is vanwege de slechte gezondheid van de aangeleverde vogels. In het park was verder voldoende aandacht voor dierenwelzijn en de leiding van het park trof daarom geen blaam.

### Faillissement
Op 29 januari 2013 sprak de rechtbank Oost-Brabant het faillissement uit van Stichting Nederlands Opvangcentrum Papegaaien (N.O.P.). In verband met het faillissement was het park een jaar lang gesloten voor publiek. Ook konden er geen nieuwe vogels worden opgenomen.

## Doorstart als Zoo Veldhoven
Op 2 augustus 2013 werd bekendgemaakt dat het papegaaienpark weer openging voor het publiek. Het park werd in maart 2013 overgenomen door een particuliere roofvogelhouder en voor de opening vonden er verschillende verbouwingen en schoonmaakwerkzaamheden plaats. Het park ging open onder een nieuwe naam, Zoo Veldhoven. Na goedkeuring voor een vergunning van de ministerie van Economische Zaken ging het voormalige papegaaienpark verder als een volwaardige dierentuin. Op 19 april 2014 opende Zoo Veldhoven zijn deuren.
Aeres MBO Barneveld ·
Almere Jungle ·
Animal Farm ·
Apenheul ·
AquaZoo Leeuwarden ·
Aquazoo Leerdam ·
Artis ·
Artisklas Haarlem ·
Berkenhof Tropical Zoo ·
BestZoo ·
Botanische Tuinen Universiteit Utrecht ·
Center Parcs Het Heijderbos ·
Centrum voor Natuur- en Milieu Educatie ·
WaterLand Neeltje Jans ·
DierenPark Amersfoort ·
Dierenpark De Oliemeulen ·
Dierenpark Zie-ZOO ·
Diergaarde Blijdorp ·
DoeZoo Insektenwereld ·
Dolfinarium Harderwijk ·
Ecomare ·
Eindhoven Zoo ·
Faunapark Flakkee ·
Fort Kijkduin ·
GaiaZOO ·
Hof van Eckberge ·
Informatiecentrum De Noordwester ·
Kabouterland ·
Kasteelpark Born ·
Koninklijke Burgers' Zoo ·
Dierenpark Hoenderdaell ·
Muzeeaquarium Delfzijl ·
Natuurcentrum Ameland ·
Omnium Goes Tropisch bos ·
Ouwehands Dierenpark ·
Pantropica ·
Passiflorahoeve ·
Plaswijckpark ·
Reptielenhuis De Aarde ·
Reptielenzoo Iguana ·
Safaripark Beekse Bergen ·
Sea Life Scheveningen ·
Stichting AAP ·
Stichting Das & Boom ·
Taman Indonesia ·
Texel ZOO ·
Uilen- en Dierenpark De Paay ·
Van Blanckendaell Park ·
Vlinderparadijs Papiliorama ·
Vlinders aan de Vliet ·
Vlindersafari ·
Vlindertuin De Kas ·
Vlindorado ·
Vogelpark Avifauna ·
Vogelpark Ruinen ·
Vogelrevalidatiecentrum Zundert ·
Wereldtuinen Mondo Verde ·
Wildlands Adventure Zoo Emmen ·
Wonderwereld ·
Zee Aquarium Bergen aan Zee ·
ZooParc Overloon ·
Zoo Veldhoven
Opgeheven: Animali Vogel- en dierenpark · Noorder Dierenpark Emmen · Dierenpark Wassenaar · Dierenpark Wissel · Dolfirama · Dolfirado · Dolfirodam · Grottenaquarium Valkenburg · Fazanterie de Rooie Hoeve · Haagse Dierentuin · Kasteeltuinen Arcen · Klant’s Dierentuin · Klein Costa Rica · Labyrinth Boekelo · Papegaaienpark N.O.P. · Reptielenzoo "SERPO" · Schildpaddencentrum · Stonehenge Wildlife · Tilburgs dierenpark · Tropisch Oosten · Vogel- en wandelpark Abbeweer · Zodiac Zoos